# Neptunea eulimata
Neptunea eulimata är en snäckart som först beskrevs av Dall 1907.  Neptunea eulimata ingår i släktet Neptunea och familjen valthornssnäckor. Inga underarter finns listade i Catalogue of Life.